# Jelša, Lukovica
Jelša je naselje v Občini Lukovica in leži na prisojni strani Zlateniške doline nad vasjo Zlatenek. Vas spada v Krajevno skupnost Blagovica in pod Župnijo Blagovica.
Naselje je ime dobilo po jelšah, ki so tod rastle ob prvem naseljevanju Slovencev. V pisnih virih se naselje prvič omenja že leta 1300 v ustanovni listini samostan sv. Klare v Mekinjah, kjer sta Žiga III. Gallenberški (Sigismund III. von Gallnberg) in njegova žena Elizabeta Gallenberška samostanu podarila štiri svoje kmetije v Jelšah (Erlach) nad Blagovico.